# Leland (North Carolina)
Leland ist eine Town im Brunswick County des US-Bundesstaates North Carolina. Die Einwohnerzahl beträgt 23.544 (Stand 2019). Leland ist Teil der Metropolregion Myrtle Beach.

## Geschichte
Leland wurde 1989 als Gemeinde gegründet.

## Demografie
Nach der Schätzung von 2019 leben in Leland 23.544 Menschen. Die Bevölkerung teilte sich im selben Jahr auf in 83,6 % Weiße, 8,8 % Afroamerikaner, 0,9 % amerikanische Ureinwohner, 1,8 % Asiaten und 3,1 % mit zwei oder mehr Ethnizitäten. Hispanics oder Latinos aller Ethnien machten 4,5 % der Bevölkerung aus. Das mittlere Haushaltseinkommen lag bei 68.924 US-Dollar und die Armutsquote bei 8,6 %.